# Hålrotsfly
Hålrotsfly, Hyssia cavernosa, är en fjärilsart som beskrevs av Eduard Friedrich Eversmann 1842. Hålrotsfly ingår i släktet Hyssia och familjen nattflyn, Noctuidae.Arten förekommer tillfälligt och sällsynt i både Sverige och Finland. I Sverige har fram till 2020 endast 2 fynd noterats, Öland 2009 och Gotland 2014. Två underarter finns listade i Catalogue of Life.* Hyssia cavernosa kaszabi Kovacs, 1968 och Hyssia cavernosa korebia Bryk, 1948.

## Bildgalleri

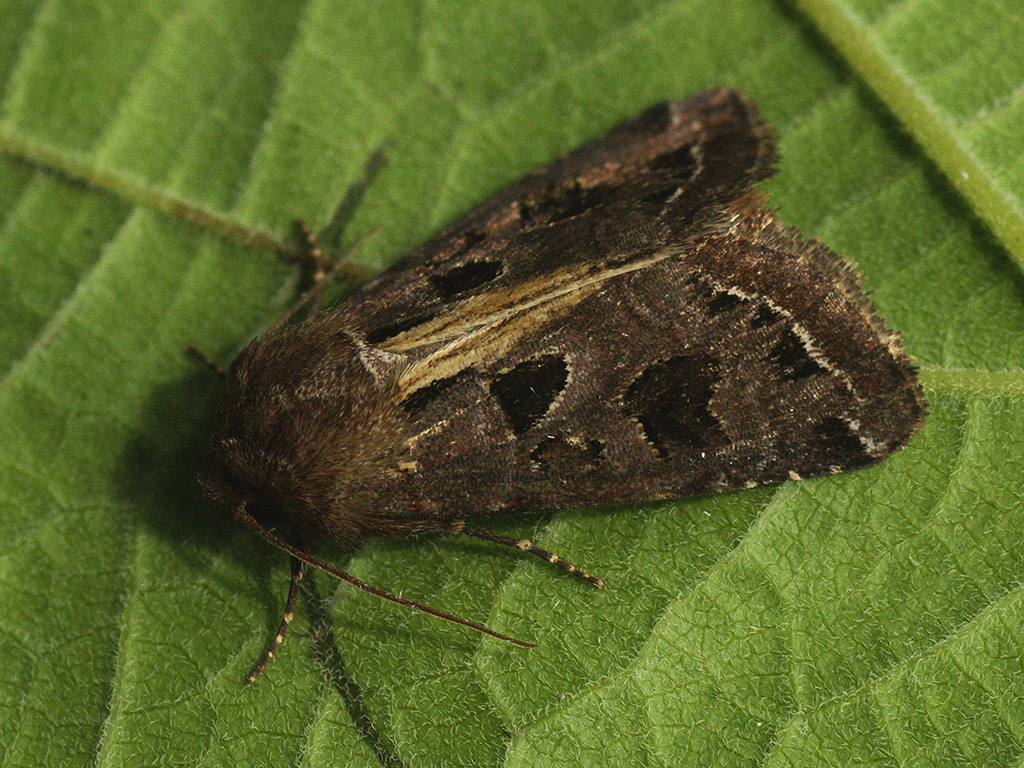
Imago fjäril
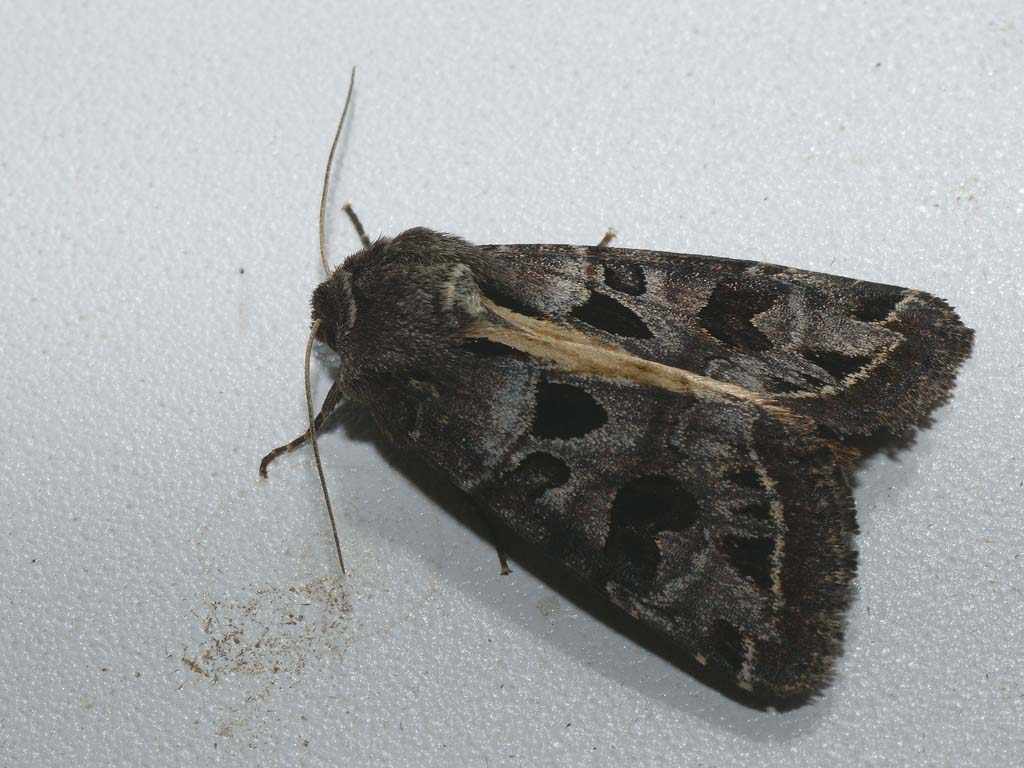
Imago fjäril